# Пригородненский сельсовет (Щигровский район)
Пригоро́дненский сельсове́т — сельское поселение в Щигровском районе Курской области. 
Административный центр — слобода Пригородняя.

## География
Пригородненский сельсовет граничит с городским округом Щигры на севере, Вишнёвским сельсоветом на востоке, Тимским районом Курской области на юге и с Озёрским сельсоветом на юго-западе. Слобода Пригородняя и деревня Козловка примыкают непосредственно к городу Щигры.

## История
В июне 1954 года в состав Пригородненского сельсовета были включены населённые пункты упразднённых Сныткинского и Щигорчинского сельсоветов.
5 января 1961 года, в соответствии с решением облисполкома, село Вязовое и посёлок Старая Гать  из Пригородненского сельсовета были переданы в состав Вышнеольховатского сельсовета; посёлок Фосфоритного рудника, деревня Малый Щигорчик и деревня Крюковка Пригородненского сельсовета были включены в состав города Щигры.
28 июня 1965 года из Пригородненского сельсовета в состав Семёновского сельсовета был передан посёлок Щигровского плодопитомнического совхоза.
В июне 1969 года деревни Нововладимировки и Трусовка Пригородненского сельсовета были объединены в деревню Нововладимировка.
В декабре 1975 года в состав города Щигры была включена деревня Нововладимировка и часть слободы Пригородней (улицы Весёлая, Зелёная, Ленина) Пригородненского сельсовета.
В апреле 1978 года из учётных документов был исключен фактически переставший существовать хутор Гамовка Пригородненского сельсовета.
Пригородненский сельсовет получил статус сельского поселения в соответствии с законом Курской области №48-ЗКО «О муниципальных образованиях Курской области» от 14 октября 2004 года. 

## Население
| 2002  | 2010  | 2012  | 2013  | 2014  | 2015  | 2016  |
| ----- | ----- | ----- | ----- | ----- | ----- | ----- |
| 1732  | ↘1623 | ↘1582 | ↘1549 | ↘1517 | ↘1491 | ↘1442 |
| 2017  | 2018  | 2019  | 2020  | 2021  |       |       |
| ↗1443 | ↘1436 | ↘1402 | ↗1410 | ↗1461 |       |       |

## Состав сельского поселения
| № | Населённый пункт | Тип населённого пункта          | Население |
| - | ---------------- | ------------------------------- | --------- |
| 1 | Авдеевка         | деревня                         | ↘0        |
| 2 | Большая Лозовка  | деревня                         | ↘16       |
| 3 | Козловка         | деревня                         | ↘293      |
| 4 | Куликовка        | деревня                         | ↘72       |
| 5 | Малая Лозовка    | деревня                         | ↘0        |
| 6 | Пригородняя      | слобода, административный центр | ↘1242     |

## Транспорт
Населённые пункты Пригородненского сельсовета связаны с городом Щигры и Озёрским сельсоветом автомобильными дорогами с твёрдым покрытием.